# Peter Severin Steenstrup

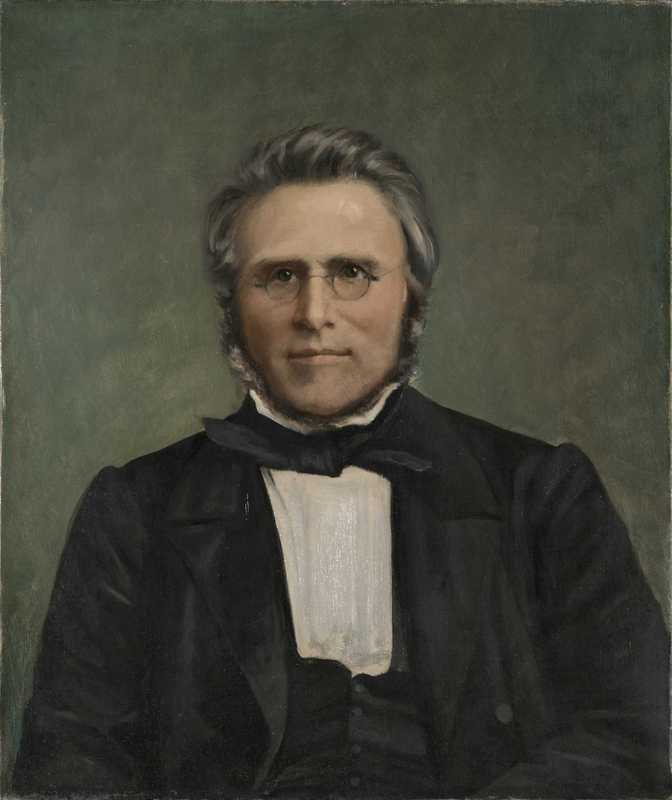
Porträt von Peter Nicolai Arbo (um 1860)

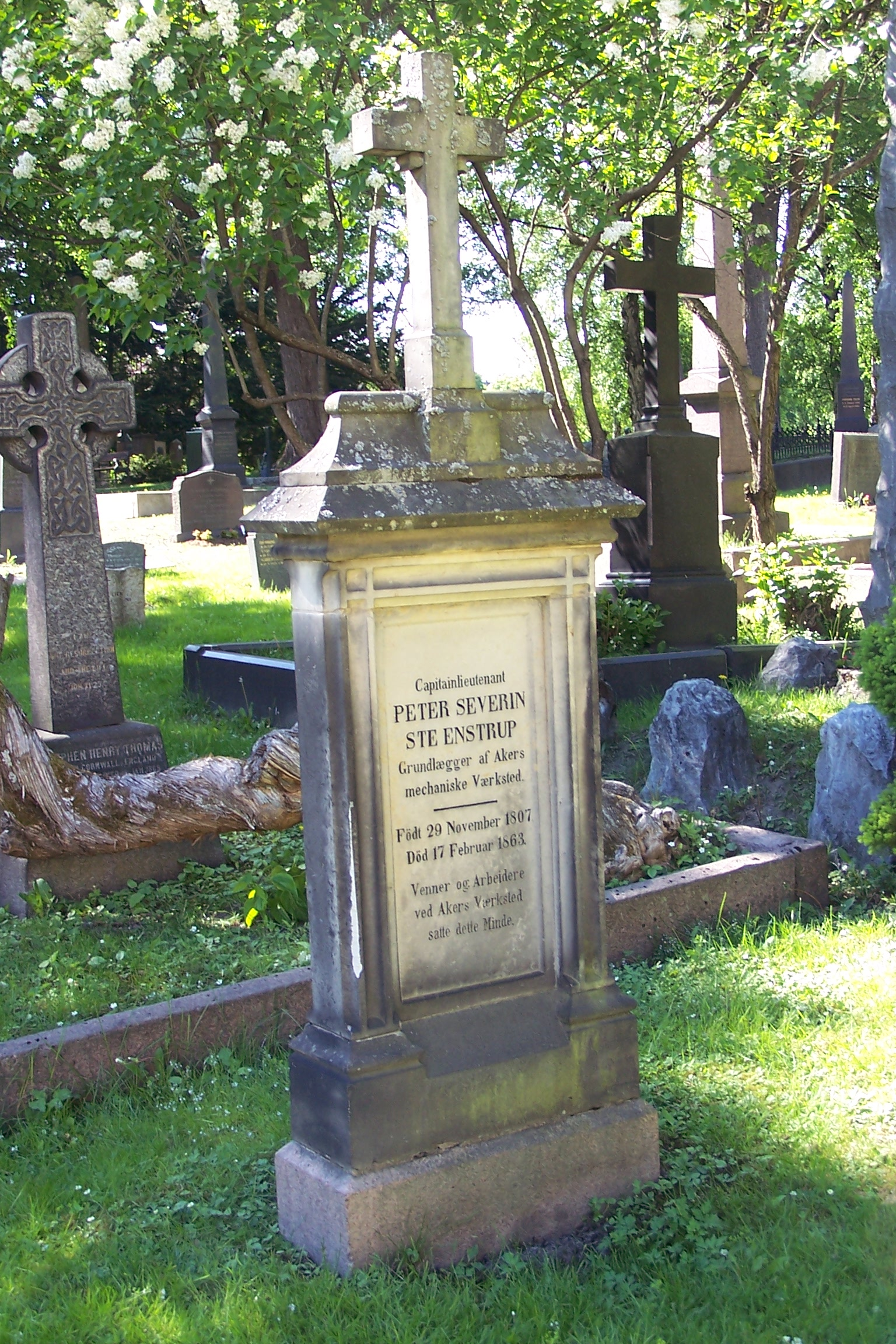
Grab auf dem Vår Frelsers Gravlund (2006)

Peter Severin Steenstrup (* 29. November 1807 in Kongsberg; † 17. Februar 1863 in Christiania) war ein norwegischer Unternehmer.

## Leben

### Herkunft und Familie
Peter Steenstrup war ein Sohn des Silberwerksdirektor Paul Steenstrup (1772–1864) und der Thea Collett (1779–1847). Er vermählte sich 1835 mit Sophie Augusta Collett (1811–1872), einer entfernten Cousine, mit der er auch Kinder hatte.

### Werdegang
Steenstrup besuchte das Seekadetteninstitut in Fredriksvern. Von 1826 bis 1829 diente er auf dem Dampfschiff Constitutionen. Obwohl er über keine formale technische Ausbildung verfügte entwarf er bereits während  dieser Zeit eine Dampfmaschine. 1829 schloss er die Marineausbildung als Sekondeleutnant ab. Er avancierte 1824 zum Premierleutnant und 1850 zum Kapitänleutnant. 
Er verließ die Marine 1854 um sich in Akers mechanischer Werkstatt, die er 1841 gemeinsam mit dem Brigadearzt Thorvald Schiøtt, dem Großhändler Christopher Andreas Dybwad und dem Ingenieur Bronn gegründet hatte, zu betätigen. Er arrangierte sich vor allem im Schiffs- und Dampfmaschinenbau. 
Steenstrup war einer der Stifter der Polytechnischen Vereinigung (norwegisch Polyteknisk Forening) und von 1853 bis 1854 auch deren Vorsitzender. Er war Mitglied des Komitees für die Teilnahme Norwegens an der Weltausstellung in Paris im Jahr 1855 und Vorsitzender des Komitees für die Teilnahme an der Weltausstellung in London im Jahr 1862.